# Filmografia di Sylvester Stallone

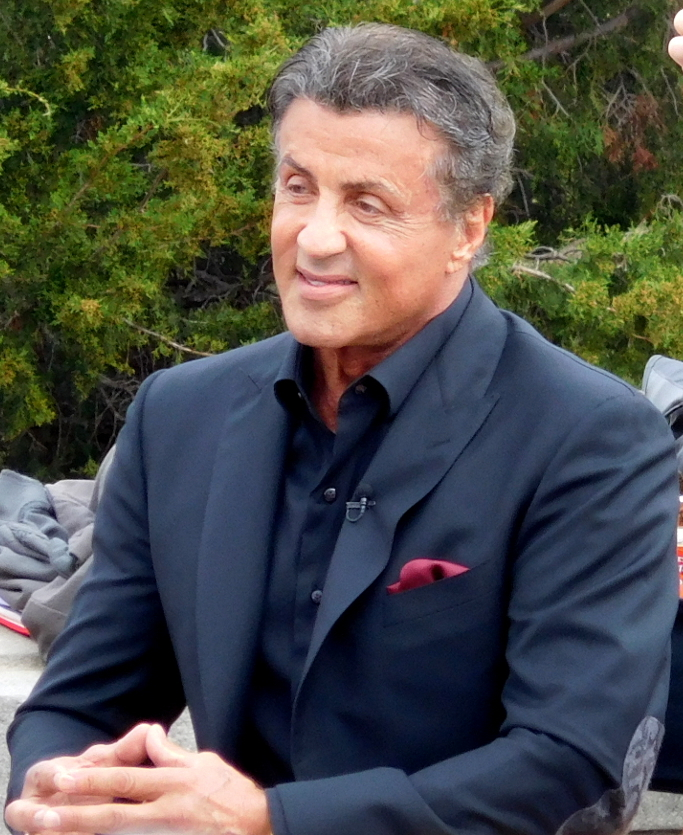
Stallone nel 2015 durante la promozione di Creed - Nato per combattere

Sylvester Stallone è un attore, sceneggiatore e produttore cinematografico statunitense di origine italiana. Il suo nome è presente tra le celebrità della Hollywood Walk of Fame dal 14 giugno 1984.
Inizia la sua carriera di attore recitando in un porno soft, per esigenze economiche, e interpretando piccoli ruoli in pellicole importanti, come Il dittatore dello stato libero di Bananas di Woody Allen ed Una squillo per l'ispettore Klute di Alan J. Pakula. La svolta nella sua carriera arriva nel 1976, quando scrive il soggetto del film Rocky, che lo vedrà poi anche protagonista e gli farà ottenere due nomination agli Oscar del 1977 come Miglior attore protagonista e Miglior sceneggiatura originale. Nel corso della sua carriera ha sceneggiato e diretto vari film, ed ha recitato prevalentemente in film d'azione e sportivi, con qualche incursione nel genere thriller, drammatico, fantascientifico e commedia.

## Filmografia

### Attore

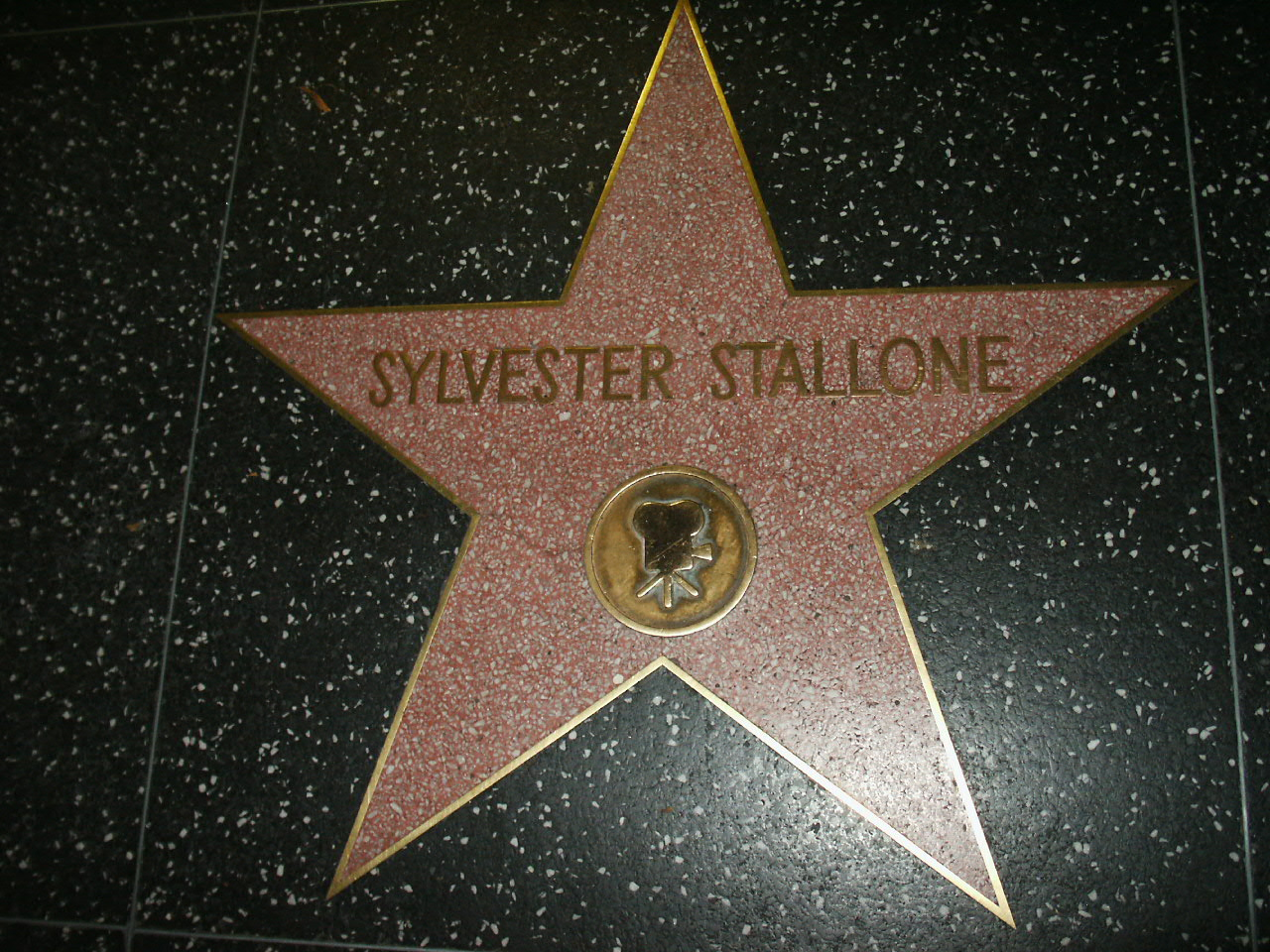
La stella dedicata a Stallone sulla Hollywood Walk of Fame

#### Cinema
- The Square Root, regia di Edmond Chevie (1969)
- Gli spericolati (Downhill Racer), regia di Michael Ritchie (1969) - non accreditato[2]
- M*A*S*H, regia di Robert Altman (1970) - non accreditato[2]
- Porno proibito (The Party at Kitty and Stud's), regia di Lewis Norton (1970)
- Amanti ed altri estranei (Lovers and Other Strangers), regia di Cy Howard (1970) - non accreditato
- Piccioni (The Sidelong Glances of a Pigeon Kicker), regia di John Dexter (1970) - non accreditato
- Il dittatore dello stato libero di Bananas (Bananas), regia di Woody Allen (1971) - non accreditato
- Una squillo per l'ispettore Klute (Klute), regia di Alan J. Pakula (1971) - non accreditato
- Ma papà ti manda sola? (What's Up, Doc?), regia di Peter Bogdanovich (1972) - non accreditato
- Fuga senza scampo (No Place to Hide), regia di Robert Allen Schnitzer (1973)
- Happy Days - La banda dei fiori di pesco (The Lords of Flatbush), regia di Martin Davidson e Stephen Verona (1974)
- Prigioniero della seconda strada (The Prisoner of Second Avenue), regia di Melvin Frank (1975) - cameo
- Quella sporca ultima notte (Capone), regia di Steve Carver (1975)
- Anno 2000 - La corsa della morte (Death Race 2000), regia di Paul Bartel (1975)
- Marlowe, il poliziotto privato (Farewell My Lovely), regia di Dick Richards (1975)
- Cannonball, regia di Paul Bartel (1976) - cameo non accreditato
- Rocky, regia di John G. Avildsen (1976)
- F.I.S.T., regia di Norman Jewison (1978)
- Taverna Paradiso (Paradise Alley), regia di Sylvester Stallone (1978)
- Rocky II, regia di Sylvester Stallone (1979)
- I falchi della notte (Nighthawks), regia di Bruce Malmuth (1981)
- Fuga per la vittoria (Victory), regia di John Huston (1981)
- Rocky III, regia di Sylvester Stallone (1982)
- Rambo (First Blood), regia di Ted Kotcheff (1982)
- Staying Alive, regia di Sylvester Stallone (1983) - cameo (incrocio con Travolta sul marciapiede)
- Nick lo scatenato (Rhinestone), regia di Bob Clark (1984)
- Rambo 2 - La vendetta (Rambo: First Blood Part II), regia di George Pan Cosmatos (1985)
- Rocky IV, regia di Sylvester Stallone (1985)
- Cobra, regia di George Pan Cosmatos (1986)
- Over the Top, regia di Menahem Golan (1987)
- Rambo III, regia di Peter MacDonald (1988)
- Sorvegliato speciale (Lock Up), regia di John Flynn (1989)
- Tango & Cash, regia di Andrej Končalovskij (1989)
- Rocky V, regia di John G. Avildsen (1990)
- Oscar - Un fidanzato per due figlie (Oscar), regia di John Landis (1991)
- Fermati, o mamma spara (Stop! Or my Mom Will Shoot), regia di Roger Spottiswoode (1992)
- Cliffhanger - L'ultima sfida (Cliffhanger), regia di Renny Harlin (1993)
- Demolition Man, regia di Marco Brambilla (1993)
- Lo specialista (The Specialist), regia di Luis Llosa (1994)
- Dredd - La legge sono io (Judge Dredd), regia di Danny Cannon (1995)
- Assassins, regia di Richard Donner (1995)
- Daylight - Trappola nel tunnel (Daylight), regia di Rob Cohen (1996)
- The Good Life , regia di Alan Mehrez (1997)
- Cop Land, regia di James Mangold (1997)
- Hollywood brucia (An Alan Smithee Film: Burn Hollywood Burn), regia di Alan Smithee (1997)
- La vendetta di Carter (Get Carter), regia di Stephen Kay (2000)
- Driven, regia di Renny Harlin (2001)
- D-Tox, regia di Jim Gillespie (2002)
- Avenging Angelo, regia di Martyn Burke (2002)
- Taxxi 3 (Taxi 3), regia di Gérard Krawczyk (2003)
- Shade - Carta vincente (Shade), regia di Damian Nieman (2003)
- Missione 3D - Game Over (Spy Kids 3-D - Game Over), regia di Robert Rodriguez (2003)
- Rocky Balboa, regia di Sylvester Stallone (2006)
- John Rambo (Rambo), regia di Sylvester Stallone (2008)
- Kambakkht Ishq, regia di Sabir Khan (2009)
- I mercenari - The Expendables (The Expendables), regia di Sylvester Stallone (2010)
- I mercenari 2 (The Expendables 2), regia di Simon West (2012)
- Jimmy Bobo - Bullet to the Head (Bullet to the Head), regia di Walter Hill (2012)
- Escape Plan - Fuga dall'inferno (Escape Plan), regia di Mikael Håfström (2013)
- Il grande match (Grudge Match), regia di Peter Segal (2013)
- I mercenari 3 (The Expendables 3), regia di Patrick Hughes (2014)
- Reach Me - La strada per il successo (Reach Me), regia di John Herzfeld (2014)
- Creed - Nato per combattere (Creed), regia di Ryan Coogler (2015)
- Guardiani della Galassia Vol. 2 (Guardians of the Galaxy Vol. 2), regia di James Gunn (2017)
- Escape Plan 2 - Ritorno all'inferno (Escape Plan 2: Hades), regia di Steven C. Miller (2018)
- Creed II, regia di Steven Caple Jr. (2018)
- Backtrace, regia di Brian A. Miller (2018)
- Escape Plan 3 - L'ultima sfida (Escape Plan: The Extractors), regia di John Herzfeld (2019)
- Rambo: Last Blood, regia di Adrian Grunberg (2019)
- Samaritan, regia di Julius Avery (2022)
- Guardiani della Galassia Vol. 3 (Guardians of the Galaxy Vol. 3), regia di James Gunn (2023)
- I mercenari 4 - Expendables (Expend4bles), regia di Scott Waugh (2023)
- Armor, regia di Justin Routt (2024)
- Alarum, regia di Michael Polish (2025)

#### Televisione

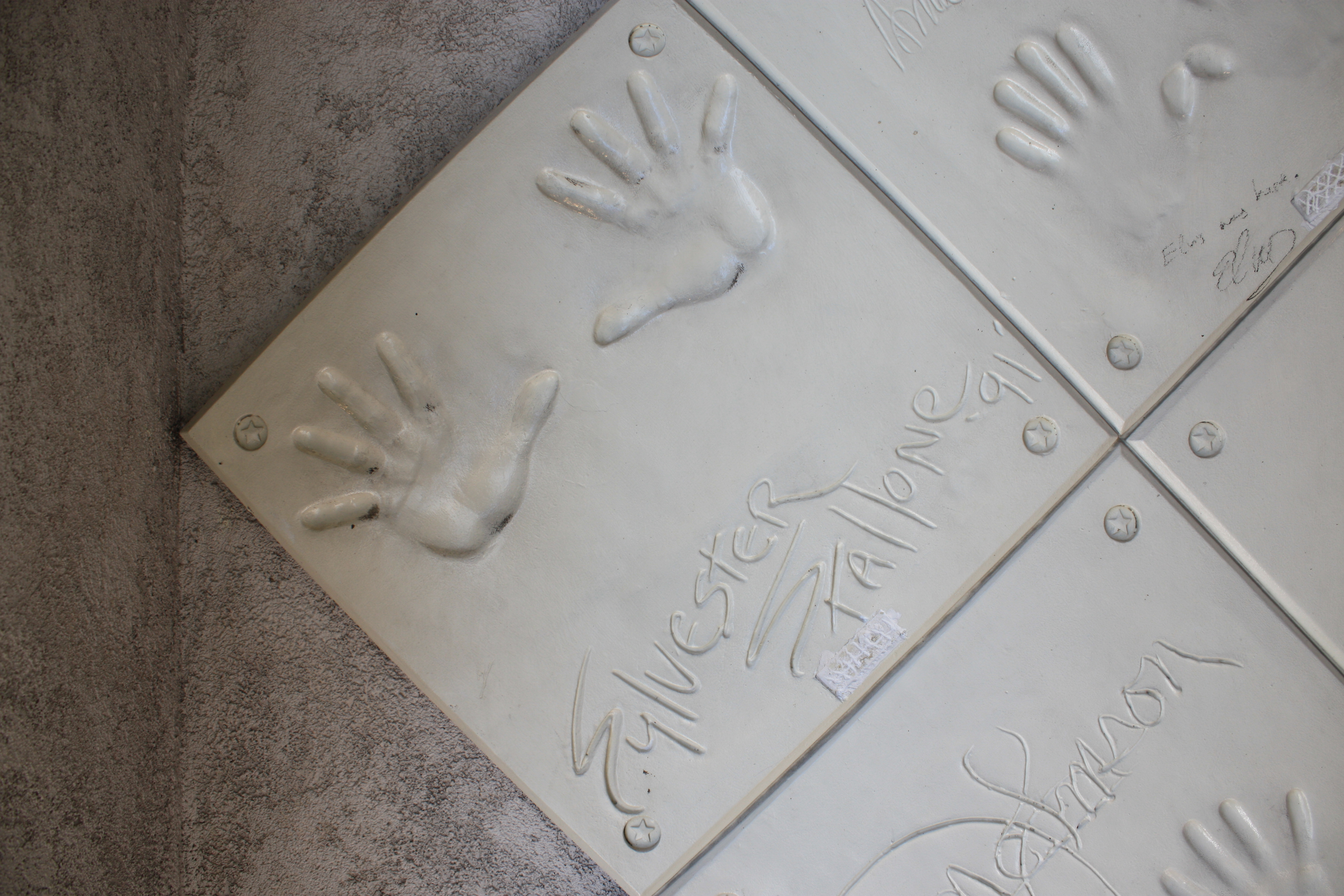
Il calco delle mani di Sylvester Stallone del 1987

- Sulle strade della California (Police Story) – serie TV, episodio 3x02 (1975)
- Kojak – serie TV, episodio 3x03 (1975)
- Muppet Show – serie TV, episodio 3x20 (1979)
- Dream On – serie TV, episodio 2x01 (1991)
- Inside the Actors Studio – show TV, episodio 6x03 (1999)
- WrestleMania 21, regia di Kevin Dunn – Pay Per View di Wrestling (2005)
- Las Vegas – serie TV, episodi 2x12 e 2x18 (2005)
- The Contender – reality show TV, 16 episodi (2005)
- Street Customs – serie TV, episodio 2x12 (2009)
- Piers Morgan On... – reality show TV, episodio 3x01 (2010)
- Saturday Night Live – show TV, 2 episodi (1997-2013)
- The Director's Chair – show TV, episodio 1x10 (2015)
- This Is Us – serie TV, episodio 2x03 (2017)
- Tulsa King – serie TV (2022-in corso)
- The Family Stallone – reality show TV (2023-in corso)
- Arnold – docuserie, 2 episodi (2023)

#### Documentari
- Terrore in sala (Terror in the Aisles), regia di Andrew J. Kuehn (1984)
- The American Film Institute Salute to Billy Wilder, regia di Don Mischer (1986)
- The American Film Institute Salute to Barbara Stanwyck, regia di Dwight Hemion (1987)
- The Ultimate Stuntman: A Tribute to Dar Robinson, regia di William Kronick (1987)
- The American Film Institute Salute to Kirk Douglas (1991)
- Two Rooms: A Tribute to Elton John & Bernie Taupin, regia di Jonathan K. Bendis e Bill Richmond (1991)
- A Century of Cinema, regia di Caroline Thomas (1994)
- A Century of Science Fiction, regia di Ted Newsom (1996)
- Jackie Chan: My Story, regia di Jackie Chan (1998)
- Junket Whore, regia di Debbie Melnyk (1998)
- The BBC and the BAFTA Tribute to Michael Caine, regia di Ben Kellett (2000)
- We Get to Win This Time, regia di Ian T. Haufrect (2002)
- Iron and Beyond, regia di Dave McVeigh e Scott McVeigh (2002)
- Afghanistan: Land in Crisis, regia di Laura Nix (2002)
- The Complete History of the Philadelphia Eagles (2004)
- WWE Hall of Fame 2005, regia di Kevin Dunn (2005)
- Make Your Own Damn Movie!, regia di Lloyd Kaufman (2005)
- In the Ring, regia di Michael Gillis (2006)
- The Orange British Academy Film Awards, regia di Nikki Parsons (2008)
- Amerika Idol, regia di Barry Avrich (2009)
- Inferno: The Making of 'The Expendables', regia di John Herzfeld (2010)
- Rocky - La vera storia, regia di Dan Goldman (2011)
- Boxing at the Movies: Kings of the Ring, regia di Angus McIntyre (2013)
- Milius, regia di Joey Figueroa, Zak Knutson (2013)
- Supermensch: The Legend of Shep Gordon, regia di Mike Myers (2013)
- The Go-Go Boys: The Inside Story of Cannon Films, regia di Hilla Medalia (2014)
- Da Rocky a Creed, la leggenda continua (From Rocky to Creed: the Legacy Continues), regia di Ryan Coogler (2015)
- John G. Avildsen - Una vita all'ombra di Rocky (John G. Avildsen: King of the Underdogs), regia di Derek Wayne Johnson (2017)
- I Am Durán, regia di Mat Hodgson (2019)
- Becoming Rocky: The Birth of a Classic (40 Years of Rocky: The Birth of a Classic), regia di Derek Wayne Johnson (2020)
- Stallone: Frank, That Is, regia di Derek Wayne Johnson (2021)
- The Making of 'Rocky vs. Drago', regia di John Herzfeld (2021)
- Sly, regia di Thom Zimny (2023)

#### Cortometraggi
- Horses, regia di John Herzfeld (1970)[3]
- Your Studio and You, regia di Trey Parker (1995)

#### Spot pubblicitari
- Tagliofresco, spot della Citterio, regia di Zack Snyder (2002)[4]
- The Real American BBQ Sauces, spot della Remia (2014)
- The Deliverers, spot della Warburtons (panificio britannico), regia di Declan Lowney (2015)
- Spot della Tecate, birra messicana (2015-2019)
- Battle Strike Force, videogioco per mobile (2019)

#### Video
- Vanity Fair: Killers Kill, Dead Men Die, regia di Annie Leibovitz (2007)

#### Videoclip musicali
- Winner Takes It All di Sammy Hagar (1987)

### Doppiatore
- Z la formica (Antz), regia di Eric Darnell e Tim Johnson (1998)
- Liberty's Kids: Est. 1776 - serie TV, episodio 1x05 (2002)
- Il signore dello zoo (Zookeeper), regia di Frank Coraci (2011)
- Montegrappa Chaos Pen and Watch - spot pubblicitario (2011)
- Rambo: The Video Game - videogioco (2014)
- El Chavo Animado - serie animata, 2 episodi (2015)
- Ratchet & Clank, regia di Kevin Munroe (2016)
- Focus, regia di Simon Scheerens (2016) - documentario cortometraggio
- Animal Crackers, regia di Scott Christian Sava, Tony Bancroft e Jaime Maestro (2017)
- Battle Strike Force (2018) - videogioco per mobile
- Mortal Kombat 11 (2019) - videogioco
- Becoming Rocky: The Birth of a Classic (40 Years of Rocky: The Birth of a Classic), regia di Derek Wayne Johnson (2020) - documentario
- The Suicide Squad - Missione suicida (The Suicide Squad), regia di James Gunn (2021)

### Regista

Stallone mentre dirige il film I mercenari - The Expendables

- Taverna Paradiso (Paradise Alley) (1978)
- Rocky II (1979)
- Rocky III (1982)
- Staying Alive (1983)
- Rocky IV (1985)
- Rocky Balboa (2006)
- John Rambo (Rambo) (2008)
- I mercenari - The Expendables (The Expendables) (2010)

### Sceneggiatore

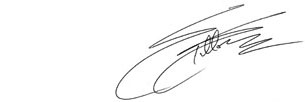
Firma di Sylvester Stallone

- Il tocco del diavolo (The Evil Touch) - Serie TV, episodio 1x02 (1973)
- Happy Days - La banda dei fiori di pesco (The Lords of Flatbush), regia di Martin Davidson e Stephen Verona (1974)
- Rocky, regia di John G. Avildsen (1976)
- Taverna Paradiso (Paradise Alley), regia di Sylvester Stallone (1978)
- F.I.S.T., regia di Norman Jewison (1978)
- Rocky II, regia di Sylvester Stallone (1979)
- Rocky III, regia di Sylvester Stallone (1982)
- Rambo (First Blood), regia di Ted Kotcheff (1982)
- Staying Alive, regia di Sylvester Stallone (1983)
- Nick lo scatenato (Rhinestone), regia di Bob Clark (1984)
- Rocky IV, regia di Sylvester Stallone (1985)
- Rambo 2 - La vendetta (Rambo: First Blood Part II), regia di George Pan Cosmatos (1985)
- Cobra, regia di George Pan Cosmatos (1986)
- Over the Top, regia di Menahem Golan (1987)
- Rambo III, regia di Peter MacDonald (1988)
- Rocky V, regia di John G. Avildsen (1990)
- Cliffhanger - L'ultima sfida (Cliffhanger), regia di Renny Harlin (1993)
- Driven, regia di Renny Harlin (2001)
- Father Lefty, regia di Richard Michaels - film TV (2002)
- Rocky Balboa, regia di Sylvester Stallone (2006)
- John Rambo (Rambo), regia di Sylvester Stallone (2008)
- I mercenari - The Expendables (The Expendables), regia di Sylvester Stallone (2010)
- I mercenari 2 (The Expendables 2), regia di Simon West (2012)
- Jimmy Bobo - Bullet to the Head (Bullet to the Head), regia di Walter Hill (2012) - non accreditato[5]
- Rocky - Musical (2012)
- Homefront, regia di Gary Fleder (2013)
- I mercenari 3 (The Expendables 3), regia di Patrick Hughes (2014)
- Creed II, regia di Steven Caple Jr. (2018)
- Rambo: Last Blood, regia di Adrian Grunberg (2019)
- Tulsa King – serie TV, episodi 2x01 e 2x10 (2024)
- A Working Man, regia di David Ayer (2025)

#### Soggetto

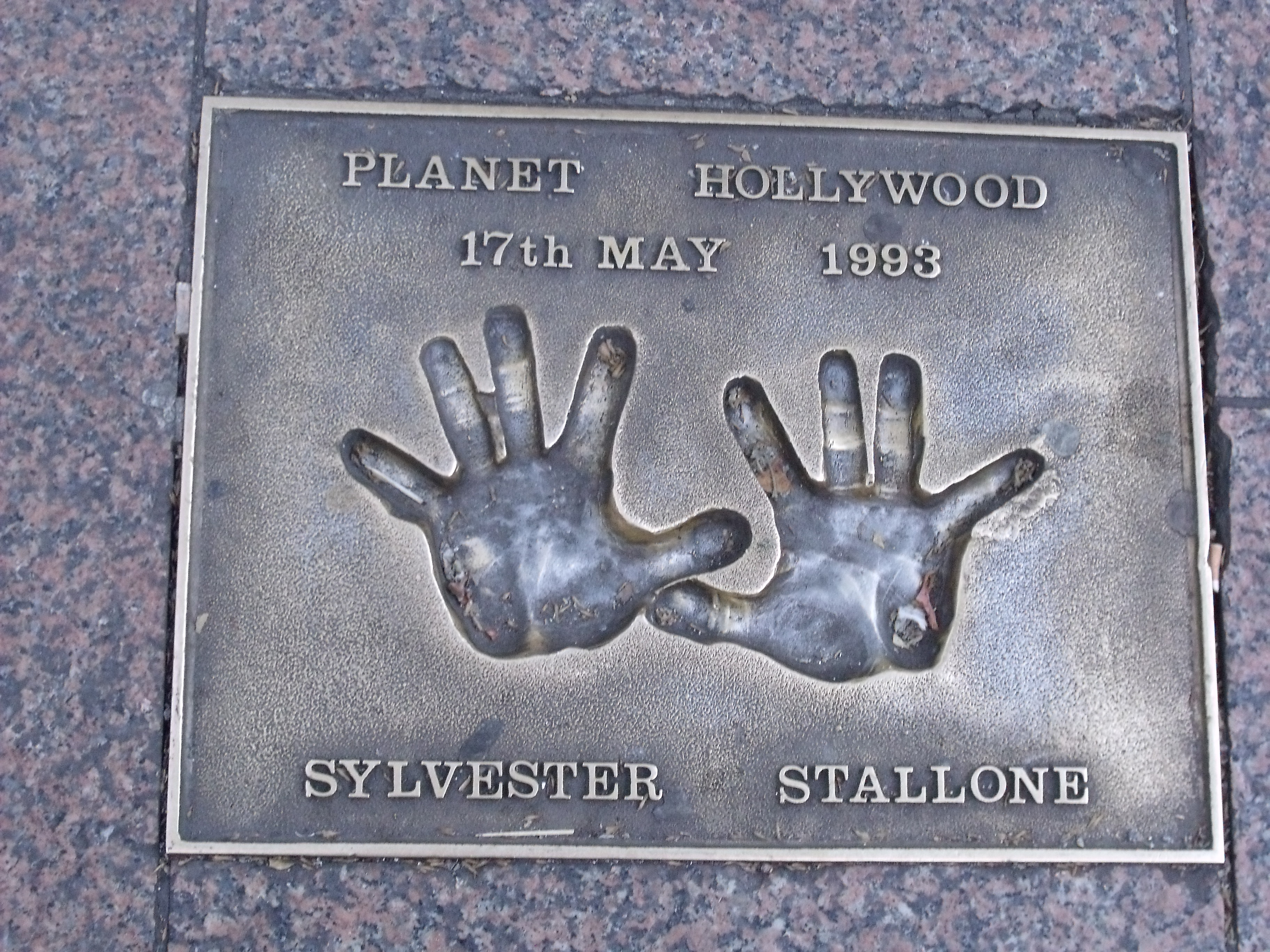
Le Handprints di Sylvester Stallone del 1993

- Rocky, regia di John G. Avildsen (1976)
- Taverna Paradiso (Paradise Alley), regia di Sylvester Stallone (1978)
- Rocky II, regia di Sylvester Stallone (1979)
- Rocky III, regia di Sylvester Stallone (1982)
- Staying Alive, regia di Sylvester Stallone (1983)
- Rocky IV, regia di Sylvester Stallone (1985)
- Rambo III, regia di Peter MacDonald (1988)
- Rocky V, regia di John G. Avildsen (1990)
- Father Lefty, regia di Richard Michaels - film TV (2002)
- Rocky Balboa, regia di Sylvester Stallone (2006)
- John Rambo (Rambo), regia di Sylvester Stallone (2008)
- Rocky - Musical (2012)
- I mercenari 2 (The Expendables 2), regia di Simon West (2012)
- I mercenari 3 (The Expendables 3), regia di Patrick Hughes (2014)
- Creed II, regia di Steven Caple Jr. (2018)

### Produttore
- Staying Alive, regia di Sylvester Stallone (1983)
- Driven, regia di Renny Harlin (2001)
- Inferno: The Making of 'The Expendables', regia di John Herzfeld - documentario (2010)
- Rocky - Musical (2012)
- Homefront, regia di Gary Fleder (2013)
- Creed - Nato per combattere (Creed), regia di Ryan Coogler (2015)
- Creed II, regia di Steven Caple Jr. (2018)
- Samaritan, regia di Julius Avery (2022)
- Creed III, regia di Michael B. Jordan (2023)
- Lost on a Mountain in Maine, regia di Andrew Boodhoo Kightlinger (2024)
- A Working Man, regia di David Ayer (2025)

#### Produttore esecutivo
- Cuore di campione (Heart of a Champion: The Ray Mancini Story), regia di Richard Michaels - film TV (1985)
- Father Lefty, regia di Richard Michaels - film TV (2002)
- The Contender - reality show (2006-2009)
- Strong - reality show (2016)
- Ultimate Beastmaster - La legge del più forte (Ultimate Beastmaster) - reality show (2017-2018)
- Tulsa King - serie TV (2022-in corso)
- MVP, regia di Nate Boyer (2022)
- ''[[Extracted (reality show)|Extracted]]'' - reality show (2025)

### Colonna sonora
- Taverna Paradiso (Paradise Alley) (1978) - Interpreta il brano Too close to paradise
- Muppet Show - episodio 3x20 (1979) - Interpreta i brani Let's call the whole thing off e A bird in a gilded cage
- Nick lo scatenato (Rhinestone) (1984) - Interpreta i brani Stay out of my bedroom, Woke up in love, Drinkenstein, Sweet lovin' friends e Be There
- Il grande match (Grudge Match), regia di Peter Segal (2013) - Interpreta il brano The Star-Spangled Banner

### Coreografo
- Rocky, regia di John G. Avildsen (1976) - coreografo boxe
- Rocky II, regia di Sylvester Stallone (1979) - coreografo boxe
- Rocky III, regia di Sylvester Stallone (1982) - coreografo boxe
- Staying Alive, regia di Sylvester Stallone (1983) - coreografo danza
- Rocky IV, regia di Sylvester Stallone (1985) - coreografo boxe
- Cuore di campione (Heart of a Champion: The Ray Mancini Story), regia di Richard Michaels (1985) - coreografo boxe[6]
- Rocky Balboa, regia di Sylvester Stallone (2006) - coreografo boxe
- Il grande match (Grudge Match), regia di Peter Segal (2013) - coreografo boxe
- Creed - Nato per combattere (Creed), regia di Ryan Coogler (2015) - coreografo boxe